# Dissotis
Dissotis is een geslacht uit de familie Melastomataceae. De soorten uit het geslacht komen voor in tropisch Afrika.

## Soorten
- Dissotis densiflora (Gilg) A.Fern. & R.Fern.
- Dissotis elegans (Robyns & Lawalrée) A.Fern. & R.Fern.
- Dissotis grandiflora (Sm.) Benth.
- Dissotis homblei (De Wild.) A.Fern. & R.Fern.
- Dissotis idanreensis Brenan
- Dissotis lebrunii (Robyns & Lawalrée) A.Fern. & R.Fern.
- Dissotis leonensis Hutch. & Dalziel
- Dissotis longisetosa Gilg & Ledermann ex Engl.
- Dissotis splendens A.Chev. & Jacq.-Fél.
- Dissotis swynnertonii (Baker f.) A.Fern. & R.Fern.